# L'album biango
Scrive "sono una donna bravo che non cerca avventure corte bensì una relazione fisso".

Provo un'istintiva fiducia verso le donne dell'est Europa grazie a questa cosa dell'internèt.»
(Lettere dal WWW, Elio e le Storie Tese)
L'album biango è il nono album discografico del gruppo musicale italiano Elio e le Storie Tese, pubblicato il 7 maggio 2013.

## Storia
È il primo album di inediti dopo Studentessi, uscito nel 2008. Il disco, come il suo predecessore, è stato prodotto dalla casa discografica Hukapan, di proprietà del gruppo. Ufficialmente il primo singolo estratto è Complesso del primo maggio, distribuito da aprile 2013. Altri due brani, Dannati forever e La canzone mononota, sono stati presentati e pubblicati prima di Complesso del primo maggio, in corrispondenza della loro esecuzione al Festival di Sanremo 2013 da parte del gruppo, ma quando l'album non era ancora stato annunciato. L'album è stato pubblicato su CD e vinile originariamente, per poi venire ripubblicato nel 2023 insieme al resto dei dischi della band
Dopo la pubblicazione della raccolta Gattini nel 2009, non si hanno più notizie di nuovi progetti in studio del gruppo. Durante il periodo successivo alla pubblicazione di quest'ultimo venne distribuita l'ultima serie di CD Brulé, chiamata Bellimbusti balneari, registrata durante i concerti del tour estivo 2010, poi pubblicano Pensiero stupesce, singolo/colonna sonora per promuovere il film Boris - Il film, uscito nelle sale durante il 2011. Le Storie Tese suoneranno questo pezzo soltanto un'unica volta durante la puntata del 31 marzo 2011 Parla con me, programma condotto da Serena Dandini.
Le prime novità arrivano nel 2012, quando il gruppo parte per il nuovo tour chiamato Enlarge Your Penis Tour 2012. La nuova tournée era divisa in due parti, con due differenti scalette di brani. È durante questo tour che vengono presentati al pubblico i primi due inediti tratti dal nuovo album: Come gli Area ed Enlarge. Nonostante fossero rimasti inediti su supporto per tutto il 2012, qualsiasi persona avrebbe potuto scaricarli a pagamento oppure gratuitamente (se iscritta al Fave Club, il fan club ufficiale del gruppo) nelle registrazioni dei concerti sul sito ufficiale del complesso.
Verso la fine del 2012, venne pubblicato, sia sul sito ufficiale sia su iTunes, un "best of" della seconda parte della tournée (cosa già successa durante il 2004 con Il meglio di Ho fatto 2 etti e mezzo, lascio?, e nel 2005 con Il meglio di Grazie per la splendida serata): la raccolta tuttavia non includeva tutti i brani presenti in scaletta, compresi i due inediti. Il 21 dicembre 2012, data della cosiddetta "fine del mondo", gli Elii hanno tenuto un concerto all'Auditorio RSI di Lugano (Svizzera) visibile in diretta streaming sul loro canale YouTube dal titolo Un concerto che è la fine del mondo. Nonostante non fosse una tappa del tour, la scaletta dei pezzi era praticamente identica a quella della seconda parte della tournée, compresi anche i due inediti. Dopo la fine del concerto, venne presentato anche il nuovo singolo scritto apposta per l'occasione, Sta arrivando la fine del mondo, che, tuttavia, non finì sull'album. Il complesso si esibì anche a Rimini durante la notte di capodanno, eseguendo anche in quella occasione i due inediti.

### La performance al Festival di Sanremo
A febbraio 2013 il gruppo torna a Sanremo dopo 17 anni, presentando, come da regolamento per quell'edizione, due canzoni: Dannati forever e La canzone mononota. I due brani vennero presentati per la prima volta mercoledì 13, serata in cui La canzone mononota ricevette 81% delle preferenze contro il 19% di Dannati forever.
All'interno della manifestazione il gruppo ha anche curato la messinscena delle canzoni: durante questa serata i membri del gruppo si sono presentati con delle calotte che, applicate alla testa, facevano sembrare le loro fronti più grandi del normale, e in contemporanea a queste, durante Dannati forever indossavano abiti da chierichetti. Nella serata successiva si sono esibiti sempre indossando le calotte, e inoltre Elio si è presentato con due braccia finte, salvo poi tirare fuori quelle vere tra la sorpresa di tutti (come avvenne nell'edizione del 1996, in cui Elio usò un braccio finto, per poi tirare fuori quello vero da sotto la maglietta). Venerdì 15, in occasione della serata intitolata per l'occasione Sanremo Story, il gruppo si è esibito nel brano Un bacio piccolissimo insieme a Rocco Siffredi, che introduceva il pezzo recitando la poesia Cet amour di Jacques Prévert in italiano; durante l'esibizione, continuando a portare le calotte sulla testa, erano vestiti da nani e in contemporanea suonavano con strumenti più piccoli del normale («Guarda Rocco, una chitarra piccolissima!» cit. Elio). Per la serata finale, invece, hanno abbandonato le calotte in testa, ma si sono presentati in smoking e con un make-up che li faceva sembrare obesi, rievocando un celebre personaggio della serie dei Monty Python.
Durante la serata finale La canzone mononota si è piazzata seconda in classifica, ha vinto il Premio della critica dedicato a Mia Martini, il Premio per il miglior arrangiamento consegnato dall'orchestra, il premio della Sala Stampa e del Web dedicato a Lucio Dalla e il Premio Lunezia per il miglior testo (insieme a E se poi di Malika Ayane).

### Il tour primaverile 2013 e l'esibizione al concerto del Primo Maggio
Durante il tour "post-Sanremo" primaverile il gruppo apriva i concerti con il classico Supergiovane, seguito dai due brani presentati al festival, Un bacio piccolissimo e Neanche un minuto di non caco, la versione accelerata di La terra dei cachi della durata di 55 secondi. Durante le esibizioni Mangoni faceva le veci di presentatore e anche quelle di Rocco Siffredi durante l'introduzione del terzo brano. Oltre alla presenza dei due nuovi pezzi Sanremesi, la band ha continuato a eseguire anche i due inediti del 2012 più altri due nuovi brani, Il ritmo della sala prove e il primo singolo ufficiale estratto per promuovere il nuovo album in uscita, Complesso del primo maggio, uscito ufficialmente il 12 aprile 2013 ma eseguito sin dall'inizio del tour.
Il 17 aprile sono stati ospiti alla trasmissione Le invasioni barbariche, programma condotto da Daria Bignardi. Durante l'intervista il gruppo ha spiegato come mai il disco non fosse uscito due mesi prima, sostenendo che subito dopo la fine del festival l'album non era ancora pronto: Cesareo ha spiegato «o finivamo il disco e non andavamo a Sanremo o facevamo due pezzi per Sanremo e non finivamo il disco». La band ha inoltre ricordato che nel 1996 accadde la medesima cosa, infatti il primo singolo promozionale estratto da Eat the Phikis non fu La terra dei cachi ma T.V.U.M.D.B./Mio cuggino, e nel 2008, quando erano alla conduzione del DopoFestival, non sponsorizzarono in alcuna maniera i brani del loro album Studentessi, in uscita in quei giorni. Alla fine dell'intervista, gli Elii hanno suonato in playback Complesso del primo maggio (tranne le parti cantate), mettendo in evidenza il fatto di non suonare.
Durante la ventitreesima edizione del Concerto del Primo Maggio gli Elii si sono esibiti con i pezzi Bunga Bunga (parodia di Waka Waka di Shakira, presentata a Parla con me), La canzone mononota, Born to Be Abramo, Il rock and roll, A Piazza San Giovanni, Complesso del primo maggio e Parco Sempione, introdotta da un campionamento tratto da un'intervista a Roberto Formigoni. Al momento della performance non era presente Rocco Tanica, sostituito per l'occasione da Vittorio Cosma.

## Titolo
Il nome deriva dall'album dei Beatles, il White Album. La storpiatura della parola "bianco" è una citazione dal testo del brano T.V.U.M.D.B, contenuto nell'album Eat the Phikis: in tale canzone la band parlava di un «pennarello che scrive biango», riferimento a sfondo sessuale che, contemporaneamente, si rifà a Maurice White, cantante e leader degli Earth, Wind & Fire.
Durante le interviste, il gruppo, ironicamente, ha giustificato tale titolo sostenendo che il biango sia il colore dell'albume dell'uovo cotto, diverso dal bianco tradizionale. Nella seconda pagina del booklet compare una chiazza di liquido biancastro: osservando meglio un angolo della pagina, è possibile intravedere un riflesso giallo, il quale fa supporre che tale liquido sia proprio l'albume di un uovo. Sempre nel libretto non sono presenti i testi delle canzoni ma dei commenti ai brani; Elio ha giustificato la mancanza dicendo che, non vedendoci più bene a causa dell'età, non sarebbe comunque riuscito a leggerli.

## Tracce
1. Televisione russa – 0:30 – [Introduzione]
2. Dannati forever – 4:00 (Belisari / Conforti / Civaschi / Fasani)
3. La canzone mononota (feat. Nek) – 5:00 (Conforti / Belisari / Civaschi / Fasani)
4. Il ritmo della sala prove (feat. Fabio Treves) – 4:13 (Fasani / Civaschi)
5. Lettere dal WWW – 1:00 (Conforti / Belisari)
6. Enlarge (Your Penis) – 3:34 (Conforti / Civaschi / Belisari / Fasani)
7. Lampo – 4:41 (Belisari / Conforti)
8. Luigi il pugilista – 5:27 (Conforti)
9. Una sera con gli amici – 4:37 (Fasani)
10. Amore amorissimo – 3:56 (Conforti)
11. Il tutor di Nerone – 5:02 (Civaschi / Fasani)
12. Reggia (Base per altezza) (feat. Area) – 2:54 (Tavolazzi / Fariselli / Tofani)
13. Come gli Area – 3:45 (Civaschi / Belisari / Fasani / Conforti)
14. A Piazza San Giovanni (feat. Eugenio Finardi) – 1:54 (Conforti)
15. Complesso del primo maggio (+ ghost track) – 18:50 (Conforti / Civaschi / Fasani)

Durata totale: 69:23

## Brani musicali
- Televisione russa è breve stralcio di un'intervista rilasciata alla televisione russa riguardo al Festival di Sanremo. Potrebbe inoltre essere un riferimento a Back in the USSR, primo brano del White Album dei Beatles.
- Dannati forever ironizza sui peccati dell'uomo moderno (secondo la Chiesa cattolica), sono quindi citati i dieci comandamenti; a differenza del singolo, questa versione include un coro all'inizio della canzone («all'inferno!») e viene messa in risalto una linea di note eseguita sul finale dagli archi. Sono citati nel pezzo il tema del film Psyco, Penny Lane dei Beatles e Got to Get You into My Life nella versione degli Earth, Wind & Fire, vi sono inoltre varie parti nel testo che rimandano ad alcune vicende che hanno come protagonista Silvio Berlusconi.[16]
- La canzone mononota è introdotta prima da alcuni frammenti campionati dalla televisione russa, poi da alcuni respiri di Elio tratti da una delle performance sanremesi. La band, ironicamente, ha più volte raccontato che il titolo originale era Canzone monotona, ma che il titolo venne trascritto in modo sbagliato all'atto dell'iscrizione al festival: anziché segnalare lo sbaglio, gli Elii preferirono riscrivere completamente la canzone.[16] La melodia del pezzo è fondamentalmente basata su una nota sola, il do, che viene mantenuta costantemente nel cantato per tutta la durata del brano (salvo due salti di ottava e altre minuzie), a eccezione del preludio, in cui Elio canta 18 note a esclusione del do naturale[16]. Nonostante ciò, vengono cambiati gli accordi, il ritmo e la velocità di continuo durante la canzone. Vi sono riferimenti a Adieux à la vie! Élégie sur une seule note di Gioachino Rossini, Subterranean Homesick Blues di Bob Dylan,Tintarella di luna di Mina, La Bayamesa (l'inno nazionale di Cuba), Samba de uma nota so di Antônio Carlos Jobim e A inventare i numeri di Gianni Rodari («Unci, dunci, trinci!»). Nella parte in cui Elio prende il caffè c'è un'autocitazione de La terra dei cachi ma allo stesso tempo cita anche gli spot della Lavazza ambientati in paradiso.[16] Nella versione del singolo, nelle esibizioni dal vivo e nelle performance sanremesi è Cesareo che interpreta il ruolo di "cantante cambiato", mentre nell'album è sostituito da Nek.
- Il ritmo della sala prove è introdotta da una ripresa dell'introduzione di Elio Samaga Hukapan Kariyana Turu, dove i membri del gruppo interpretano dei ragazzini usando un effetto audio per modulare la voce. Il pezzo contiene riferimenti autobiografici riguardo alle difficoltà delle piccole band locali, come trovare nuovi elementi per un gruppo, o come trovare un posto dove rimanere per provare con gli altri. Anche qua ci sono altre citazioni dei Beatles, tra cui Within You Without You e Norwegian Wood. Il cambio di ritmo alla frase «Ora che siamo già in tre fondiamo una band» è un rimando a "10:15 Saturday Night", brano di apertura di Three Imaginary boys dei The Cure. La frase «si potrebbe andare dentro al garage» richiama il testo di Vengo anch'io. No, tu no di Enzo Jannacci, scomparso durante la realizzazione dell'album.[16] Il pezzo termina con un assolo di armonica di Fabio Treves detto Il puma di Lambrate.
- Enlarge (Your Penis) era inizialmente chiamata solo Enlarge fino alla pubblicazione del disco. È uno dei due brani presentati al pubblico durante il tour omonimo del 2012; il tema principale affrontato nella canzone sono le pubblicità e lo spamming che qualsiasi persona può ricevere tramite posta elettronica.[16]
- Il nome "Luigi" (tratto da Luigi il pugilista) è un prenome che ritorna spesso nella produzione del gruppo (vedi "Luigi Calimero", "Luigi Piloni", "Gianluigi Bombatomica", "Luigi, il tonico di chi ama", ecc.). Nella canzone, le prime note riprendono Little Red Riding Hood di Sergej Vasil'evič Rachmaninov, mentre il ritornello cita Mogol e Battisti di Mina. Ci sono poi tre autocitazioni, una da Born to Be Abramo («Parola di Luigi»), un'altra da Cassonetto differenziato per il frutto del peccato (nella parte dove Elio canta con i cracker in bocca) e una terza da Presepio imminente (il breve assolo di pianoforte prima del secondo ritornello) .[16]. Sio ha realizzato un videoclip della canzone, pubblicato sul suo canale YouTube nel dicembre 2014.
- In Una sera con gli amici la melodia sulla frase «però a me non mi va» richiama What a Wonderful World di Louis Armstrong.[16]
- Amore amorissimo è un brano scritto interamente da Rocco Tanica che venne cantato la prima volta da Fiorello durante il suo spettacolo serale Il più grande spettacolo dopo il weekend. La canzone può essere vista come un omaggio (o parodia) a Domenico Modugno, in quanto Elio lo imita nel cantato, cosa che aveva già fatto in passato nella canzone Silos (tratto anch'esso da Elio Samaga...). L'arrangiamento della canzone riprende invece sonorità tipiche della musica disco e funk in voga negli anni settanta. Questo tipo di canzone era già stato sperimentato da Marcella Bella che nel 1976 pubblicò una versione disco di Resta cu'mme di Modugno, mentre nel 1990 gli stessi EELST usarono la stessa formula con il medley Born to Be Abramo.[16] La canzone è introdotta da una telefonata dello stesso Fiorello che ne rivendica la paternità in quanto «la canzone è di chi la canta non di chi la scrive» per poi far partire una denuncia al gruppo. Il 28 giugno 2013 è stato ufficialmente pubblicato come secondo singolo promozionale[2]. Il gruppo ha inoltre inaugurato, durante la giornata dell'11 luglio, un concorso chiamato "Remixa Amore amorissimo!": ha infatti pubblicato sulla sua pagina SoundCloud le singole tracce della canzone per poter essere remixata dai fan.[17] Nel video è presente anche un richiamo a Brian Johnson, cantante degli AC/DC, il cui look viene ripreso dal cantante.
- Ne Il tutor di Nerone è presente un'autocitazione del brano Ci sentiamo in settimana, tratto dalla colonna sonora Tutti gli uomini del deficiente[16].
- Reggia (Base per altezza) è un brano jazz rock suonato dagli Area che fa da introduzione al pezzo seguente. Il titolo è un gioco di parole in quanto in geometria la base per l'altezza di un rettangolo fornisce l'area (cfr. "suonato dagli Area"), ma è anche la base (dimora) per l'Altezza (inteso come il Re), quindi una "reggia".
- Come gli Area è un tributo alla già citata band italiana da parte degli Elii: il pezzo è ricco di campionamenti del cantante Demetrio Stratos e cita principalmente le canzoni Gioia e rivoluzione («canto per te»), Hommage à Violette Nozières («tutto tace») e Luglio, agosto, settembre (nero). Il gruppo aveva già realizzato una cover di Hommage à Violette Nozières nel 1999, poi inclusa sempre nella colonna sonora Tutti gli uomini del deficiente[16]. Questo è il primo dei due brani (assieme a Enlarge [Your Penis]) presentati al pubblico nel 2012.
- In A Piazza San Giovanni il "generatore Diesel" è un riferimento all'omonimo album di Finardi.[16]
- Complesso del primo maggio, ovviamente, ironizza sui luoghi comuni del concerto del Primo Maggio e sui suoi ospiti, in particolare su Goran Bregović, sui Linea 77 e su Davide Van De Sfroos. Ci sono però riferimenti anche a 99 Posse, Sud Sound System, Bella ciao, Crapa pelada (canto popolare lombardo), Sciur padrun da li beli braghi bianchi, Donatella di Donatella Rettore, Ambarabà ciccì coccò e Non è nel cuore di Finardi. In chiusura vengono citate la Cavalcata delle Valchirie di Richard Wagner e il riff di chitarra di We Will Rock You di Brian May (Maggio) dei Queen.[16]

Il brano "Complesso del primo maggio" termina al minuto 4:50. Dopo 2 minuti e 50 secondi di silenzio (4:50 - 7:40), inizia una lunga traccia fantasma introdotta da un discorso di Neri Marcorè. Dopo il discorso, da 8:25 a 14:35 inizia una versione demo de La canzone mononota definita su vinile "Versione minimale estesa"; dopo quest'ultima, da 14:35 a 14:42 c'è un nastro accelerato da decriptare digitalmente: si tratta di una seconda telefonata di Fiorello in cui lo showman si complimenta con il gruppo per la loro versione di Amore amorissimo; dopo il nastro, da 14:42 a 15:02 si sente una specie di beatboxing accelerato mentre in sottofondo sono udibili ronzii di mosche (già apparse negli intermezzi del disco Cicciput del 2003). L'ultimo pezzo della ghost track, che va dal minuto 15:02 al minuto 18:50, è una versione strumentale del brano Come gli Area (sul retro della copertina del vinile è detta Versione zufolata), che conclude definitivamente il disco.

## Formazione
- Elio: voce, flauto traverso;
- Rocco Tanica/Sergione:
  - Tastiere;
  - Arrangiamento orchestrale in Dannati forever e La canzone mononota;
- Cesareo: chitarra;
- Faso:
  - Basso;
  - Batteria in Il tutor di Nerone (assieme a MC Costa) e Il ritmo della sala prove;
  - Chitarra ritmica in Una sera con gli amici;
  - Tastiere in Come gli Area;
  - Ukulele in Come gli Area;
- Christian Meyer: batteria;
- Jantoman:
  - tastiera elettronica;
  - Arrangiamento orchestrale in Dannati forever e La canzone mononota;
  - Cori in Una sera con gli amici.

Altri musicisti
- Paola Folli: voce in Dannati forever e in Enlarge Your Penis;
- Daniele Moretto: tromba in Dannati forever e La canzone mononota;
- Daniele Comoglio: sassofono in Dannati forever e La canzone mononota;
- Silvio Pozzoli: cori in Dannati forever;
- Nek: cantante cambiato in La canzone mononota;
- Fabio "Il Puma di Lambrate" Treves: armonica in Il ritmo della sala prove;
- Curt Cress: batteria in Luigi il pugilista, Amore amorissimo e Complesso del Primo Maggio;
- Fiorello: introduzione parlata in Amore amorissimo;
- Demo Morselli: arrangiamento fiati e tromba in Amore amorissimo e Complesso del Primo Maggio;
- Ambrogio Frigerio: trombone in Amore amorissimo e Complesso del Primo Maggio;
- Vittorio Cosma: voce recitante ("un cagacazzo") in Il tutor di Nerone e intermezzi recitati;
- Ares Tavolazzi: basso in Reggia (Base per altezza);
- Paolo Tofani: chitarra in Reggia (Base per altezza);
- Patrizio Fariselli: tastiera in Reggia (Base per altezza);
- Walter Paoli: batteria in Reggia (Base per altezza);
- Eugenio Finardi - voce in A Piazza San Giovanni e Complesso del Primo Maggio;
- Mangoni - voce recitante ("militante del comunismo") in Complesso del Primo Maggio;
- Neri Marcorè - voce recitante nella ghost track finale.

## Classifica FIMI
| Posizione | 1 | 3 | 9 | 15 | 26 | 38 | 34 | 36 | 45 | 46 | 40 | 47 | 55 | 50 | 90 | 73 | 77 | 67 |